# Deutsches Archäologisches Institut
Das Deutsche Archäologische Institut (DAI) ist eine international tätige wissenschaftliche Forschungseinrichtung. Sie wurde 1829 in Rom als Instituto di corrispondenza archeologica gegründet und gehört heute als (nach seiner Satzung: teilrechtsfähige) Anstalt des öffentlichen Rechts des Bundes mit Hauptsitz in Berlin zum Geschäftsbereich des Auswärtigen Amts. Ihre über 350 Mitarbeiter sind an 20 Standorten weltweit tätig und führen Ausgrabungen und Forschungen im Bereich der Archäologien, Altertums- und Kulturwissenschaften durch.
Neben den hauptamtlichen Mitarbeitern hat das DAI aufgrund seiner Ursprünge als Verein zahlreiche Mitglieder im In- und Ausland, die von der Zentraldirektion gewählt werden. Die weitaus meisten sind hierbei korrespondierende Mitglieder, während die ordentlichen Mitglieder ehrenamtlich Aufgaben für das DAI übernehmen. Im Jahr 2025 zählte das DAI weltweit 2272 Mitglieder, darunter 275 ordentliche Mitglieder.

## Status, Aufgaben und Ziele
Das Institut gehört zum Geschäftsbereich des Auswärtigen Amtes der Bundesrepublik Deutschland. Die Einrichtung hat das Recht auf wissenschaftliche Selbstverwaltung, ist zugleich aber auch ein wichtiges Instrument der deutschen Kultur-, Bildungs- und Außenpolitik. Nicht selten fungierte das DAI als ein Vorreiter bei der Anbahnung zwischenstaatlicher Beziehungen. In mehreren Ländern werden Außenstellen und Forschungsstationen unterhalten.
Es werden Beziehungen zu vielen wissenschaftlichen Organisationen weltweit unterhalten, andererseits sind neben deutschen Archäologen und Vertretern von Nachbardisziplinen auch viele bedeutende ausländische Forscher Mitglied des DAI. Um die Mitgliedschaft kann man sich nicht bewerben, es handelt sich beim DAI vielmehr um eine Zuwahl-Organisation. Die Aufnahme als korrespondierendes oder sogar ordentliches Mitglied gilt daher als besondere Ehre und als Ausdruck fachlicher Anerkennung „herausragende[r] Wissenschaftlerinnen und Wissenschaftler im Arbeitsgebiet des DAI“.
Das DAI führt weltweit archäologische und kulturhistorische Untersuchungen durch und arbeitet dabei häufig mit Wissenschaftlern der Gastländer und anderen internationalen Gelehrten zusammen. Traditionell sind der Mittelmeerraum und Vorderasien der Hauptbetätigungsbereich, seit 1979 darüber hinaus auch weltweit. Es werden Ausgrabungen durchgeführt, Expeditionen unternommen und andere Projekte durchgeführt. Seit 2009 baut das DAI im Rahmen der Initiative Außenwissenschaftspolitik Exzellenzzentren in Forschung und Lehre auf. Die Einrichtung gehört zu den international anerkannten Spitzenforschungsinstituten. Um diesen Standard zu halten, erhält das DAI Sonderforschungsmittel aus dem Genshagener Programm der Bundesregierung.
2019 wurde entschieden, unter Führung des Deutschen Archäologischen Instituts und unter Beteiligung des Technischen Hilfswerks sowie des Römisch-Germanischen Zentralmuseums und weiterer Partner einen „KulturGutRetter-Mechanismus“ zu installieren. Im Krisenfall sollen mittels des Mechanismus Kulturgüter und Bauwerke gesichert, erhalten und nötigenfalls geborgen werden.
Ziel des DAIs ist es, für ein vertieftes Verständnis der Kulturen untereinander zu sorgen. Es möchte einen Beitrag zum Dialog der Kulturen leisten. Zudem soll es, insbesondere durch die uneigennützige Erforschung anderer Kulturen und den wissenschaftlichen Austausch mit anderen Nationen, zum Ansehen Deutschlands in der Welt beitragen.

## Geschichte

### Von den Hyperboreern in Rom zum Reichsinstitut in Berlin

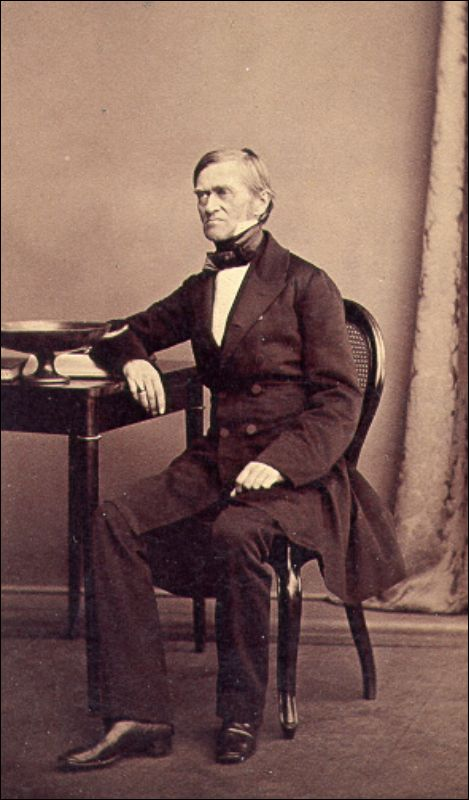
Eduard Gerhard, der Hauptinitiator

Die Entstehung des Deutschen Archäologischen Instituts fällt in die Anfangszeit der Archäologie als wissenschaftliche Disziplin. Schon zuvor gab es etwa mit der Accademia Etrusca Gelehrtengesellschaften, die sich mit den materiellen Hinterlassenschaften der antiken Völker befassten, diese Forschungen waren aber noch zumeist antiquarischer Natur. Erste Gedanken zu einer Organisation entstanden in den 1820er Jahren in Rom unter den „Römischen Hyperboreern“, einem Freundeskreis von europäischen Gelehrten, Künstlern und Diplomaten. Sie hatten erkannt, dass die in immer schnellerem Tempo gewonnenen neuen Erkenntnisse und Artefakte einer wissenschaftlich-organisierten internationalen Zusammenarbeit bedurften. Die frühen Versuche zur Gründung einer solchen Römisch-Hyperboräischen Gesellschaft finden bis heute ein Echo im Logo des DAI, das einen Hyperboräischen Greifen zeigt. Am 2. Januar 1829 riefen der Archäologe Eduard Gerhard, der preußische Gesandte Christian Karl Josias von Bunsen, der hannoversche Geschäftsträger in Rom August Kestner, der Commissario della antichità Carlo Fea sowie der dänische Bildhauer Bertel Thorvaldsen zur Gründung des Instituto di corrispondenza archeologica auf. Die Gründungsveranstaltung fand am 21. April des Jahres statt, dem mythischen Geburtstag der Stadt Rom. Als Protektor konnte der preußische Kronprinz und spätere König Friedrich Wilhelm IV. gewonnen werden. Erster Präsident wurde der französische Gesandte beim Königreich Neapel, der Duc de Blacas d’Aulps. Die Geschäftsführung oblag Sekretären, die Leitung hatte der Generalsekretär inne. Nach Blacas d’Aulps Tod 1839 wurde 1841 Fürst von Metternich Präsident. Nach dessen Tod 1859 wurde das in der frühen Zeit der Organisation wichtige Amt zur politischen und gesellschaftlichen Repräsentation nicht mehr neu besetzt und erlosch. Zu den Gründungsmitgliedern gehörten auch Otto Magnus von Stackelberg und Theodor Panofka.
Zunächst war es Ziel des Instituts, alle archäologischen Entdeckungen auf dem Gebiet der klassischen Antike zu sammeln und zu publizieren. Schwerpunkt lag auf den griechischen und römischen Antiken, doch sollten Funde aus Ägypten und Vorderasien nicht ausgeschlossen werden. Es gab zwei Formen von Mitgliedern. Zum einen die korrespondierenden Mitglieder (socii), die als Zuträger in einem über ganz Europa verteilten Netz organisiert sein sollten. Dazu dienten Sektionen in Italien, Deutschland, Frankreich und England. Vor allem die Pariser Sektion entwickelte in den ersten Jahren unter der Führung des Duc de Luynes eine rege Tätigkeit. Die zweite, kleinere Gruppe waren die ordentlichen Mitglieder (membri). Sie übernahmen dauerhaft Aufgaben und waren verpflichtet, wissenschaftliche Beiträge zu liefern oder auch die Publikationen zu überwachen und abzunehmen. Im Kern besteht diese Unterscheidung bis heute.
Die Gründung des Instituto di corrispondenza archeologica war einer der wegweisenden Vorgänge bei der Verwissenschaftlichung der Archäologie. Ungeachtet der Bedeutung der Denkmale im Einzelnen wurde erstmals begonnen, alle archäologischen Funde zu sammeln und zu publizieren, womit eine archäologische Geschichtsforschung erst möglich wurde. Mit dem Bullettino degli Annali dell’Instituto di Corrispondenza Archeologica wurden die ersten archäologischen Periodica herausgegeben und die Möglichkeit einer kontinuierlichen Publizierung der neuen Erkenntnisse geschaffen. Ebenfalls neu war die Schaffung einer großen Präsenzbibliothek, die allen Forschern offenstand. Damit wurde erstmals dauerhaft eine derartige Forschungsstätte geschaffen. Hinzu kamen öffentliche Vorträge und Adunanzen (Diskussionen). All diese Aktionen machten das römische Institut zu einem der Mittelpunkte der archäologischen Forschungen in Europa und zum Vorbild für viele der nachfolgenden nationalen Institute in den Mittelmeerländern und in Vorderasien.
Als 1833 der wichtigste Ideengeber und Konzeptionator des Instituts, Eduard Gerhard, ans Königliche Museum nach Berlin berufen wurde, verlagerte sich zunehmend auch der Schwerpunkt des Instituts, zumindest der Leitung, dorthin. Gleichzeitig setzten sich immer mehr die nationalstaatlichen Interessen durch und die Organisation verlor zusehends ihre Internationalität. Dennoch wurden in dieser Zeit auch große Fortschritte gemacht. Auf dem Gelände der Preußischen Gesandtschaft auf dem Kapitol wurde 1836 ein erstes, wenn auch noch bescheidenes, Institutsgebäude errichtet. Seit 1842 wurden die Sekretare bezahlt, schließlich 1859 die Gesamtkosten durch das Preußische Kultusministerium übernommen. Das leitende Organ, die Zentraldirektion, war zunächst international besetzt, seit dem Revolutionsjahr 1848 waren nur noch deutsche Mitglieder vertreten. 1871 wurde das Institut für archäologische Korrespondenz, wie es mittlerweile hieß, förmlich zu einer preußischen Staatsanstalt umgewandelt. Drei Jahre später wurde es zum Kaiserlich Deutschen Archäologischen Institut ernannt.
Die Entwicklung von einem internationalen privatrechtlichen Verein in Rom zu einem preußisch-deutschen Institut war nicht das Ergebnis einer gezielten Übernahme durch den preußischen Staat. Sie spiegelt nur die damalige politische Situation in Europa wider. Eine internationale Organisation dieser Art konnte aufgrund der äußeren Gegebenheiten noch nicht von Dauer sein. Dennoch waren die Forschungen auch weiterhin international ausgerichtet.

### Das DAI als Reichsanstalt bis zum Ende des Zweiten Weltkrieges
Mit der Umwandlung in eine Reichsanstalt wurde 1874 auch mit der Abteilung Athen eine zweite Außenstelle eröffnet, die ebenfalls wie die römische Abteilung den Denkmälerbestand erfassen und publizieren sollte, deren Augenmerk daneben allerdings auch von Beginn an auf archäologischer Feldarbeit, archäologischer Landeskunde und der topographischen Forschung lag. Die römische Abteilung nahm derartige Forschungen erst nach dem Zweiten Weltkrieg auf. Es war die zweite derartige Institution in Athen nach dem französischen Institut, das bereits 1846 gegründet wurde.
Den veränderten wissenschaftlichen Rahmenbedingungen war die Gründung der Römisch-Germanischen Kommission (RGK) im Jahr 1902 geschuldet. Unter Einfluss des Historismus wandelte sich das Interesse von der kunsthistorisch-philologischen Ausrichtung der Archäologie immer mehr zu einer empirischen Sachkunde, die auf den Ergebnissen der Feldforschungen aufbaute. Ziel war es, eine Organisation zu schaffen, die neueren archäologischen Fachrichtungen der Ur- und Frühgeschichte sowie der Provinzialrömischen Archäologie ein Dach gab. Die RGK sollte zum Mittelpunkt der archäologischen Forschung in Deutschland werden, die bislang noch von regionalen Einrichtungen der Denkmalpflege und Altertumsvereinen zum einen, und der Reichs-Limeskommission zum anderen getragen wurde. Wie in Italien wurden zunächst keine eigene Ausgrabungen durchgeführt, dennoch beteiligte sich die Kommission an Unternehmungen etwa in Haltern und Trier.
Zum hundertjährigen Bestehen des DAI expandierte die Organisation weiter und übernahm dabei schon bestehende Strukturen. In Ägypten entstand die Abteilung Kairo, die auf mehreren deutschen Vorgängerorganisationen basierte. Bei der Gründung der Abteilung Istanbul konnte das DAI auf die Strukturen der Berliner Museen zurückgreifen, die seit dem späten 19. Jahrhundert in Kleinasien tätig waren. Die Eröffnung einer Zweigstelle in Madrid wurde ebenfalls seit 1929 ins Auge gefasst, jedoch in einem bescheidenen Rahmen erst 1943 umgesetzt.

### Generalsekretäre
- Alexander Conze (1887–1905)
- Otto Puchstein (1905–1911)
- Hans Dragendorff (1911–1922)
- Gerhart Rodenwaldt (1922–1926)

### Präsidenten
- Gerhart Rodenwaldt (1926–1932)
- Theodor Wiegand (1932–1936)
- Martin Schede (1938–1945)
- Carl Weickert (1947–1954)
- Erich Boehringer (1954–1960)
- Kurt Bittel (1960–1972)
- Werner Krämer (1972–1980)
- Edmund Buchner (1980–1988)
- Helmut Kyrieleis (1988–2003)
- Hermann Parzinger (2003–2008)
- Hans-Joachim Gehrke (2008–2011)
- Friederike Fless (seit 2011)[15]

## Struktur und Organisation

### Zentrale in Berlin

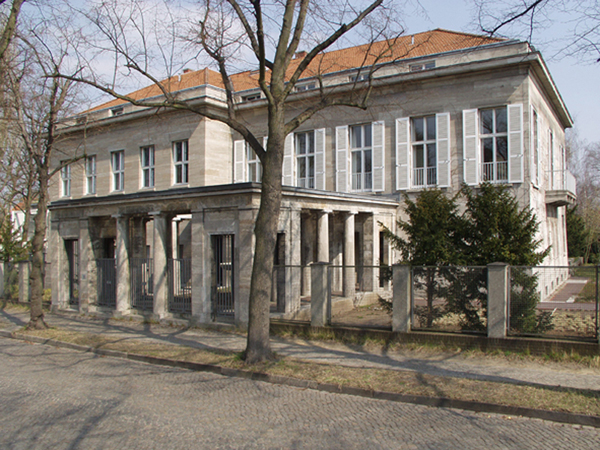
Das Wiegand-Haus in Berlin-Dahlem, Sitz des Präsidenten des DAI

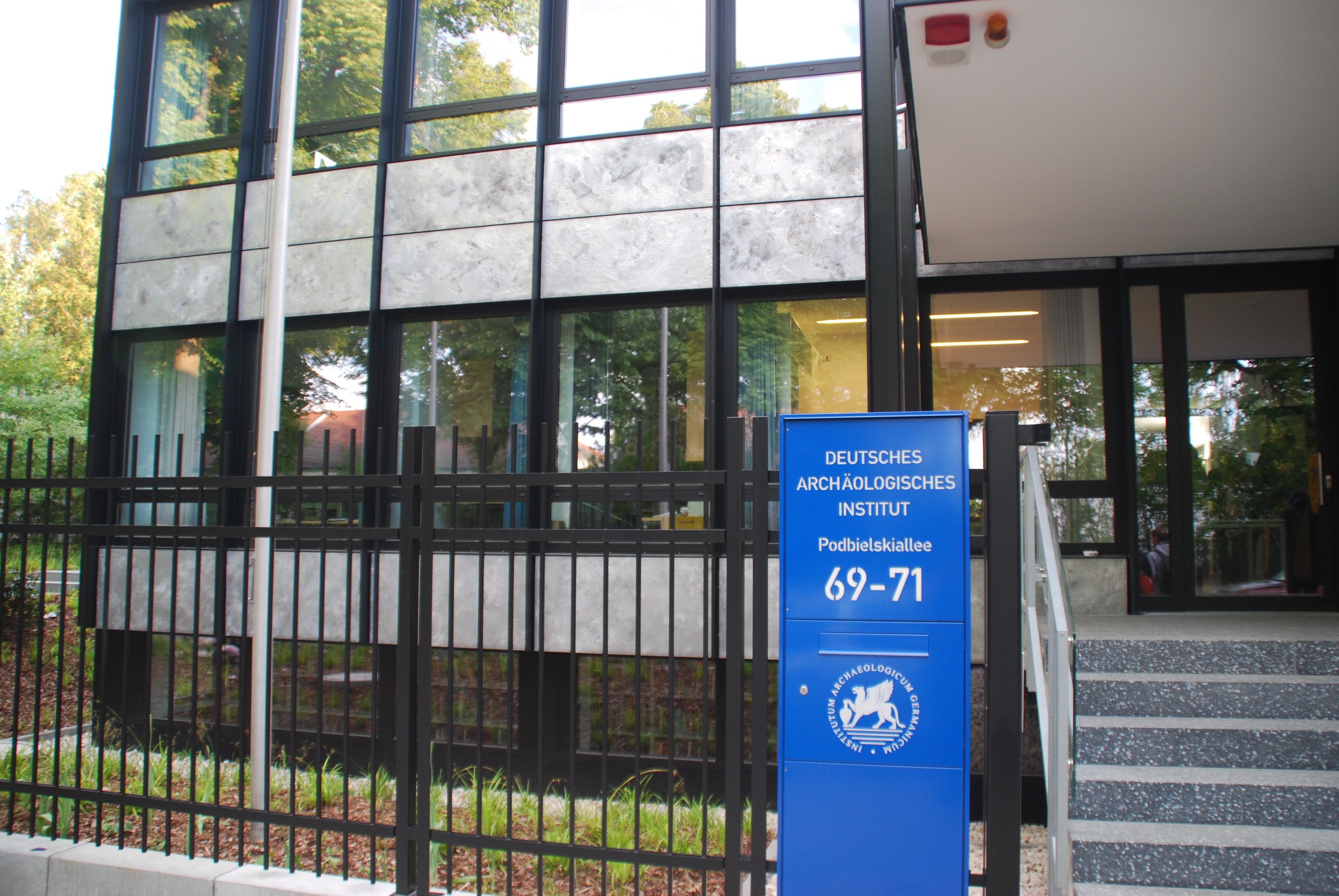
Kurt-Bittel-Haus, der neue Eingangsbereich und die Zentralbibliothek des DAI an der Zentrale in Berlin

In der Zentrale des DAI in der Podbielskiallee in Berlin-Dahlem, im Haus Wiegand, befinden sich die Büros der Präsidentin, des Generalsekretärs sowie zentrale Dienste und Serviceeinrichtungen.

#### Leitung
An der Spitze des Deutschen Archäologischen Instituts steht ein Präsident, seit 2011 ist es mit Friederike Fless erstmals eine Frau. Ihr zur Seite steht der Generalsekretär, seit 2014 Philipp von Rummel. Er vertritt die Präsidentin und entlastet sie vor allem in Fragen der Wissenschaftsorganisation und der Wissenschaftspolitik. Die Präsidentin ist an die Vorgaben der Zentraldirektion gebunden.

#### Zentraldirektion
Die Zentraldirektion ist das oberste Aufsichts- und Beschlussgremium das DAI. Sie beschließt den Haushalt, gibt das wissenschaftliche Programm vor und entscheidet über Publikationen. Zudem wählt sie den Präsidenten des DAI und die Direktoren der Abteilungen und Kommissionen. Zum 1. Oktober 2019 trat eine neue Satzung in Kraft, die die Rolle der Zentraldirektion neu definiert, insbesondere sind nun keine Mitarbeiter des DAI mehr Mitglied der Zentraldirektion.
Seit Mai 2023 besteht die Zentraldirektion aus folgenden Mitgliedern:
- Ute Verstegen, Vorsitzende, Christliche Archäologie
- Carola Metzner-Nebelsick, stellvertretende Vorsitzende, Vor- und Frühgeschichte
- Vito Cecere, Vertreter des Auswärtigen Amtes
- Christina Norwig, Vertreterin des Bundesministeriums für Bildung und Forschung

Vertreter der verschiedenen archäologischen Disziplinen und ihrer Nachbarwissenschaften aus Universitäten, Museen und anderen wissenschaftlichen Einrichtungen:
- Christof Berns, Klassische Archäologie
- Ruth Bielfeldt, Klassische Archäologie
- Ulrike Fauerbach, Bauforschung
- Kaja Harter-Uibopuu, Alte Geschichte
- Barbara Helwing, Staatliche Museen zu Berlin, Vorderasiatisches Museum, Vorderasiatische Archäologie
- Lutz Käppel, Klassische Philologie
- Achim Lichtenberger, Klassische Archäologie
- Angelika Lohwasser, Ägyptologie
- Johannes Müller, Ur- und Frühgeschichte
- Marcus Reuter, Rheinisches Landesmuseum Trier, Provinzialrömische Archäologie
- Monika Trümper, Klassische Archäologie

Der Präsident sowie der Generalsekretär und der Sprecher der Direktoren des DAI nehmen an den Sitzungen der Zentraldirektion mit beratender Stimme teil.
Bis zum Inkrafttreten einer neuen Satzung zum 1. Januar 2005 hatte die Klassische Archäologie ein noch weitaus größeres Gewicht. Sie stellte zehn der Fachvertreter im Gremium, jeweils einen Vertreter schickten die anderen Fachrichtungen. Zudem war der Generalsekretär des Römisch-Germanischen Zentralmuseums Mainz bis 2005 von Amts wegen Mitglied der Zentraldirektion.
Die Zentraldirektion ist auch für die Vergabe der Stipendien zuständig, abgesehen von Stipendien, die von den Kommissionen vergeben werden. Wichtigstes ist das seit 1859 jährlich vergebene Reisestipendium des Deutschen Archäologischen Instituts. Mitglied des Stipendienausschusses sind Friederike Fless (Vorsitzende), Katja Sporn, Ruth Bielfeldt, Ulrike Fauerbach, Kaja Harter-Uibopuu, Lutz Käppel, Carola Metzner-Nebelsick und Monika Trümper.
Mitglieder des Baudenkmalausschusses sind Ulrike Fauerbach (Vorsitzende), Friederike Fless, Philipp von Rummel, Katja Piesker, Steffen Laue, Klaus Nohlen, Andreas Schwarting, Axel Seemann und Josef Steiner. Er ist damit als einziger der Ausschüsse weitestgehend mit Personen besetzt, die nicht Mitglied der Zentraldirektion sind.
(Stand: März 2023)

#### Direktorium
Das Direktorium besteht aus der Präsidentin, dem Generalsekretär sowie den Direktoren der Abteilungen und Kommissionen des DAI. Dem Direktoriums obliegen die Erarbeitung übergreifender wissenschaftlicher Konzepte und strategischer Zielvorstellungen sowie die Entwicklung übergreifender organisatorischer Regelungen.
- Präsidentin: Friederike Fless
- Generalsekretär: Philipp von Rummel
- Abteilung Athen: Katja Sporn
- Abteilung Istanbul: Felix Pirson
- Abteilung Kairo: Dietrich Raue
- Abteilung Madrid: Paul Scheding
- Abteilung Rom: Ortwin Dally, Sprecher des Direktoriums
- Eurasien-Abteilung: Svend Hansen
- Orient-Abteilung: Margarete van Ess
- Kommission für Alte Geschichte und Epigraphik: Christof Schuler
- Kommission für Archäologie Außereuropäischer Kulturen: Jörg Linstädter
- Römisch-Germanische Kommission: Kerstin P. Hofmann, stellv. Sprecherin des Direktoriums

(Stand: März 2023)

### Abteilungen, Außen- und Forschungsstellen
- Eurasien-Abteilung (Berlin), unter der Leitung von Svend Hansen, Stellvertreterin ist Mayke Wagner
  - Außenstelle Teheran, Iran, unter der Leitung von Judith Thomalsky
  - Außenstelle Peking, China, unter der Leitung von Mayke Wagner
- Orient-Abteilung (Berlin) unter der Leitung von Margarete van Ess, Stellvertreterin ist Simone Mühl
  - Außenstelle Damaskus, Syrien, unter der Leitung von Claudia Bührig
  - Außenstelle Sanaa, Jemen, unter der Leitung von Iris Gerlach
  - Außenstelle Bagdad, Irak, kommissarische Leiterin ist Margarete van Ess
- Abteilung Athen, Griechenland, unter der Leitung von Katja Sporn, Stellvertreter ist Oliver Pilz
- Abteilung Istanbul, Türkei, unter der Leitung von Felix Pirson, Stellvertreter ist Moritz Kinzel
- Abteilung Kairo, Ägypten, unter der Leitung von Dietrich Raue, Stellvertreter ist Ralph Bodenstein
- Abteilung Madrid, Spanien, unter der Leitung von Paul Scheding, Stellvertreter ist Felix Arnold
  - Forschungsstelle Lissabon, Portugal
- Abteilung Rom, Italien, unter der Leitung von Ortwin Dally, Stellvertreter ist Norbert Zimmermann

Das Deutsche Evangelische Institut für Altertumswissenschaft des Heiligen Landes in Jerusalem ist zugleich Forschungsstelle des Deutschen Archäologischen Instituts. Sie wird von Dieter Vieweger, dem leitenden Direktor für Jerusalem und Amman, geführt, der zudem die Leitung des Teilinstituts in Jerusalem innehat. Das Teilinstitut in Amman leitet Brita Jansen.

### Kommissionen
- Römisch-Germanische Kommission in Frankfurt am Main unter der Leitung von Kerstin P. Hofmann, Stellvertreter ist Lukas Werther
  - Forschungsstelle Ingolstadt (1984–2015)
  - Forschungsstelle Budapest an der Ungarischen Akademie der Wissenschaften (seit Juni 2016)
- Kommission für Alte Geschichte und Epigraphik in München unter der Leitung von Christof Schuler, Stellvertreter ist Rudolf Haensch
- Kommission für Archäologie Außereuropäischer Kulturen (KAAK), früher Kommission für Allgemeine und Vergleichende Archäologie (KAVA) in Bonn unter der Leitung von Jörg Linstädter, Stellvertreter ist Christian Reepmeyer
  - Forschungsstelle Ulaanbaatar, Leitung Christina Franken

Zu den Kommissionen gehören wissenschaftliche Beiräte, deren Mitglieder früher auf unbegrenzte Zeit, inzwischen für maximal 10 Jahre gewählt werden.

## Querschnittsreferate der Zentrale
- Architekturreferat (Bauaufnahmen, Rekonstruktionen, historische Bauforschung): Katja Piesker
- Referat Naturwissenschaften (Anthropologie/Paläopathologie, Archäobotanik, Archäozoologie, Dendrochronologie/Paläoklimatologie): Ferran Antolín
- Referat für Informationstechnologie (wissenschaftliche IT, Entwicklung digitaler Forschungsumgebungen): Reinhard Förtsch
- Referat für Kulturgüterschutz und Site Management: Rainer Komp

- im Präsidialbereich angesiedelte Referate und Bereiche:
  - Referat für Technologieentwicklung und -inventarisierung
  - Stabsstelle Kommunikation: Sebastian Dobberstein
  - Pressestelle: Nicole Kehrer

### Zentrale Einrichtungen
- Zentralverwaltung
- Redaktion
- Bibliothek, Leiterin ist Henriette Senst
- Archiv der Zentrale
- Fotothek der Zentrale
- Lepsius-Kolleg

#### Redaktion an der Zentrale – Publikationen
Eine Liste der Publikationen (Zeitschriften, Reihen, Monographien) des DAI findet sich im Internet.
Das DAI gibt einige der wichtigsten deutschen Fachzeitschriften für Archäologie heraus:
(in Klammern die geläufigen Abkürzungen nach den DAI-Richtlinien)
- Archäologie weltweit. Magazin des Deutschen Archäologischen Instituts[19]
- Jahrbuch des Deutschen Archäologischen Instituts (JdI)
- Archäologischer Anzeiger (AA)
- Archäologische Bibliographie (als Druckausgabe eingestellt, siehe online unter ZENON sowie Dyabola)
- Mitteilungen des Deutschen Archäologischen Instituts. Abteilung Rom = Römische Mitteilungen (RM)
- Mitteilungen des Deutschen Archäologischen Instituts. Abteilung Athen = Athenische Mitteilungen (AM)
- Mitteilungen des Deutschen Archäologischen Instituts. Abteilung Istanbul = Istanbuler Mitteilungen (IstMitt)
- Madrider Mitteilungen (MM)
- Mitteilungen des Deutschen Archäologischen Instituts. Abteilung Kairo (MDAIK)
  - in der Zeit von 1930 bis 1944 als Mitteilungen des Deutschen Instituts für Ägyptische Altertumskunde in Kairo (MDIAAK) in Berlin herausgegeben und die Abkürzung gelegentlich verwendet.[20]
- Sonderschrift des Deutschen Archäologischen Instituts. Abteilung Kairo (SDAIK)
- Sonderschrift des Deutschen Archäologischen Instituts. Abteilung Rom (SDAIR)
- Archäologische Mitteilungen aus Iran und Turan (AMIT)
- Baghdader Mitteilungen (BaM) (eingestellt)
- Damaszener Mitteilungen (DaM) (eingestellt)
- Beiträge zur Allgemeinen und Vergleichenden Archäologie (BAVA)
- Bericht der Römisch-Germanischen Kommission (BerRGK)
- Germania. Anzeiger der Römisch-Germanischen Kommission des Deutschen Archäologischen Instituts (Germania)
- Chiron. Mitteilungen der Kommission für Alte Geschichte und Epigraphik des Deutschen Archäologischen Instituts (Chiron)
- Eurasia Antiqua. Zeitschrift für Archäologie Eurasiens (EurAnt)
- Zeitschrift für Orient-Archäologie

### Förderverein
Finanziell unterstützt wird das Deutsche Archäologische Institut von seinem Förderverein, der Theodor Wiegand Gesellschaft – Gesellschaft der Freunde des Deutschen Archäologischen Instituts (TWG).